# HMAS Napier (G97)
«Нейпір» (G97) (англ. HMAS Napier (G97) — військовий корабель, лідер ескадрених міноносців типу «N» Королівського військово-морського флоту Великої Британії та Королівського австралійського ВМФ за часів Другої світової війни.
«Нейпір» був закладений 26 липня 1939 року на верфі компанії Fairfield Shipbuilding and Engineering Company, в місті Глазго. 28 листопада 1940 року увійшов до складу Королівських ВМС Великої Британії.